# Ækvatorialinstrument
Skabelon:Subtsub
Et ækvatorialinstrument er et instrument til måling af en stjernes rektascension og deklination. Instrumentet blev opfundet af Ole Rømer.
| Astronomi | Spire Denne artikel om astronomi er en spire som bør udbygges. Du er velkommen til at hjælpe Wikipedia ved at udvide den. |